# 鎌先温泉
鎌先温泉（かまさきおんせん）は、宮城県白石市（旧国陸奥国、明治以降は磐城国）にある温泉。

## 泉質
- ナトリウム・塩化物・硫酸塩泉・含鉄泉
  - 源泉温度39℃から47℃[1]。

## 効能
脚気、切創、火傷、打撲傷、神経痛、リューマチ、婦人病、胃腸病。傷に対する効能があるとされ、昔から薬湯として知られる。

## 温泉街
5軒の旅館が点在する。開湯は正長元年（1428年）。現在湯治を受け入れているのは最上屋旅館1軒のみとなったが、1990年代までは湯治客も多かった。傷に鎌先として奥羽の薬湯としても有名。

日帰り入浴も実施しており、広場に共同の駐車場が存在する。

### 旅館一覧
- 最上屋旅館（江戸時代創業、温泉街の中心的旅館）
- すゞきや旅館（黄金風呂や部屋食が人気）
- 木村屋旅館（にごり湯や天狗風呂がある）※現在休業中
- 時音の宿　湯主一條（温泉街最古の老舗旅館）
- 四季の宿　みちのく庵（自然や露天風呂が売り）

## 歴史
発見は正長元年（1428年）、この地の里人が草刈りの最中、鎌の先で温泉を掘り当てたと伝えられている。温泉名もこれに由来している。

## アクセス
- 鉄道：東北新幹線・白石蔵王駅よりバスで約20分。
- 自動車：東北自動車道・白石ICから国道4号を南下し、宮城県道254号南蔵王白石線で至る。